# Stadtlauringen
Stadtlauringen ist ein Markt im unterfränkischen Landkreis Schweinfurt.

## Geographie

### Lage
Stadtlauringen liegt mit seinem Ortskern an der Lauer, die einige hundert Meter westlich des nördlich von Stadtlauringen gelegenen Ortsteils Oberlauringen entspringt und bei Niederlauer in die Fränkische Saale mündet. Auf ihrem Weg dahin durchfließt die Lauer eine Reihe weiterer Orte wie beispielsweise Maßbach, Poppenlauer und Münnerstadt. Die Ortsteile Ballingshausen und Altenmünster liegen bereits in der Schweinfurter Rhön, im zuletzt genannten liegt der Ellertshäuser See. Dieser Stausee ist mit 33 ha Fläche der größte Stausee Unterfrankens. Im Nordosten liegt ein Teil des Gemeindebereichs in den Haßbergen. Dazu gehört der Laubhügel (504 m), die höchste Erhebung des Landkreises Schweinfurt und zweithöchste der Haßberge. Durch Stadtlauringen verläuft der Fränkische Marienweg.

### Nachbargemeinden
- Sulzfeld (Landkreis Rhön-Grabfeld)
- Aidhausen (Landkreis Haßberge)
- Schonungen (Landkreis Schweinfurt)
- Üchtelhausen (Landkreis Schweinfurt)
- Maßbach (Landkreis Bad Kissingen)
- Thundorf in Unterfranken (Landkreis Bad Kissingen)
- Großbardorf (Landkreis Rhön-Grabfeld)

### Gemeindegliederung
Stadtlauringen hat 20 Gemeindeteile (in Klammern ist der Siedlungstyp angegeben):
- Altenmünster (Pfarrdorf)
- Bahnbrückenmühle (Einöde)
- Ballingshausen (Kirchdorf)
- Birnfeld (Pfarrdorf)
- Ellertshausen (Feriendorf)
- Fuchsstadt (Kirchdorf)
- Fuchsstadtermühle (Einöde)
- Kreisenmühle (Einöde)
- Mailes (Kirchdorf)
- Mittelmühle (Einöde)
- Oberlauringen (Pfarrdorf)
- Ochsenmühle (Einöde)
- Rampertsmühle (Einöde)
- Rangenmühle (Einöde)
- Reinhardshausen (Weiler)
- Stadtlauringen (Hauptort)
- Sulzdorf (Kirchdorf)
- Wettringen (Kirchdorf)
- Wetzhausen (Pfarrdorf)
- Ziegelhütte (Einöde)

## Geschichte

### Stadtlauringen
Eine erste urkundliche Erwähnung ist aus dem Jahre 794 bekannt. 1484 verlieh Fürstbischof Rudolf II. von Scherenberg dem Ort Lauringen, später Niederlauringen, die Stadt- und Marktrechte sowie die Gerichtsbarkeit. Seit dieser Zeit heißt der Ort Stadtlauringen. Die Stadtrechte wurden im Jahre 1818 zurückgegeben, das Marktrecht konnte beibehalten werden.

### Oberlauringen
Im Gemeindeteil Oberlauringen waren mindestens seit dem 19. Jahrhundert jüdische Familien ansässig, die eine jüdische Gemeinde bildeten und an der Friedrich-Rückert-Straße 13–19 ihre Synagoge errichteten. Beim Novemberpogrom 1938 wurde das Gotteshaus im Inneren von SA-Männern zertrümmert; einige jüdische Bewohner wurden aus ihren Wohnungen geworfen. An der Außenmauer des zweckentfremdet genutzten Gebäudes erinnert eine Tafel an seine ehemalige Funktion.
Der Dichter und Orientalist Friedrich Rückert verbrachte in Oberlauringen von 1793 bis 1802 seine ihn prägenden Kinder- und Jugendjahre. Seine Erinnerungen daran schrieb er in dem 1829 erschienenen  Gedichtband Erinnerungen aus den Kinderjahren eines Dorfamtmannsohns nieder. Das Friedrich-Rückert-Poetikum und ein Rundweg sind ihm gewidmet.

### Bahnhof
Von 1900 bis 1960 war der Bahnhof Stadtlauringen Endpunkt der Bahnstrecke Rottershausen–Stadtlauringen.

### Eingemeindungen
Im Zuge der Gebietsreform in Bayern wurde am 1. Januar 1972 die Gemeinde Sulzdorf und am 1. Mai 1978 wurden die Gemeinden Altenmünster, Ballingshausen, Birnfeld, Fuchsstadt, Mailes, Oberlauringen, Wettringen und Wetzhausen eingegliedert.

### Einwohnerentwicklung
| Jahr | Einwohner | Altenmünster | Ballingshausen | Birnfeld | Fuchsstadt | Mailes | Oberlauringen | Stadtlauringen | Sulzdorf | Wettringen | Wetzhausen |
| ---- | --------- | ------------ | -------------- | -------- | ---------- | ------ | ------------- | -------------- | -------- | ---------- | ---------- |
| 1961 | 4140      | 191          | 334            | 393      | 178        | 111    | 945           | 1129           | 242      | 243        | 374        |
| 1970 | 4423      | 226          | 383            | 507      | 175        | 110    | 978           | 1327           | 239      | 247        | 231        |
| 1991 | 4239      |              |                |          |            |        |               |                |          |            |            |
| 1995 | 4312      |              |                |          |            |        |               |                |          |            |            |
| 2005 | 4483      |              |                |          |            |        |               |                |          |            |            |
| 2010 | 4230      |              |                |          |            |        |               |                |          |            |            |
| 2015 | 4055      |              |                |          |            |        |               |                |          |            |            |
| 2018 | 4066      |              |                |          |            |        |               |                |          |            |            |

Im Zeitraum 1988 bis 2018 sank die Einwohnerzahl von 4093 auf 4066 um 27 Einwohner bzw. um 0,7 %. 2003 hatte der Markt 4490 Einwohner.
Quelle: BayLfStat

## Politik

### Gemeinderat
Die Gemeinderatswahl 2020 ergab folgende Stimmenanteile und Sitzverteilung:
| Partei/Liste                                     | Stimmenanteil | Sitze |
| ------------------------------------------------ | ------------- | ----- |
| CSU/Freie Bürger                                 | 20,92 %       | 3     |
| SPD und Freie Wähler Oberlauringen               | 15,71 %       | 2     |
| Überparteiliche Wählergemeinschaft Oberlauringen | 16,07 %       | 3     |
| Wählergemeinschaft Birnfeld-Wetzhausen-Mailes    | 17,34 %       | 3     |
| Wählergemeinschaft Ballingshausen                | 09,50 %       | 1     |
| Wählergemeinschaft Altenmünster                  | 04,59 %       | 1     |
| Wählergemeinschaft Wettringen                    | 05,01 %       | 1     |
| Wählergemeinschaft Sulzdorf                      | 05,99 %       | 1     |
| Bürgerliste Fuchsstadt                           | 04,89 %       | 1     |
| Wahlbeteiligung = 70,47 %                        |               |       |

### Bürgermeister
Erster Bürgermeister ist seit 1. Mai 2002 Friedel Heckenlauer (CSU). Er wurde bei einer Wahlbeteiligung von 70,5 % am 15. März 2020 mit 82,0 % der Stimmen erneut gewählt und trat am 1. Mai 2020 seine vierte Amtsperiode an.

### Interkommunale Allianz Schweinfurter OberLand
Die Gemeinde ist Gründungsmitglied der Interkommunalen Allianz Schweinfurter OberLand, der außerdem die Gemeinden Maßbach, Rannungen, Thundorf in Unterfranken, Üchtelhausen und Schonungen angehören (siehe auch Schweinfurter Rhön).

### Wappen
| | Blasonierung: „In Silber ein durchgehendes rotes Prankenkreuz, dessen Querarm links in einer Hand endet; im rechten unteren Winkel ein gestürztes silbernes Schwert mit goldenem Griff.“ |
| Wappenbegründung: Das Wappen stammt aus der Zeit der Stadtrechtsverleihung. Die Gerichtsbarkeit wird im rechten unteren Winkel von einem gestürzten silbernen Schwert mit goldenem Griff symbolisiert. Seit dem Jahre 1520. | |

## Kirchen

### Pfarrkirche
Die katholische Pfarrkirche hat als Patroziniumheiligen Johannes den Täufer. An den spätgotischen Turm ist ein barockes Langhaus von 1732/43 angebaut. Von den 1960er Jahren bis 1972 wurde die Kirche erweitert und erneuert. Der 2010 gegründeten Pfarreiengemeinschaft Liborius Wagner Markt Stadtlauringen gehören folgende Kirchengemeinden an:
- Stadtlauringen
- Wettringen
- Birnfeld
- Altenmünster
- Ballingshausen
- Fuchsstadt
- Sulzdorf

Leitender Pfarrer der Pfarreiengemeinschaft ist Eugen Daigeler. Mitarbeitender Priester ist Manfred Hauck und als Diakon in Rente versieht Franz Mahlmeister seinen Dienst in der Pfarreiengemeinschaft.

### Kerlachkapelle
Die katholische Kerlachkapelle hat als Patrozinium Mariä Schmerzen (15. September); zweiter Kirchenpatron ist der heilige Aloysius. Die Kapelle steht auf der zweithöchsten Erhebung Stadtlauringens, dem Kerlachsberg. Das neoromanische Gotteshaus ist an Sonn- und Feiertagen von Ostern bis Allerheiligen geöffnet.

## Kultur und Sehenswürdigkeiten

### Sehenswürdigkeiten
- Stadtlauringen

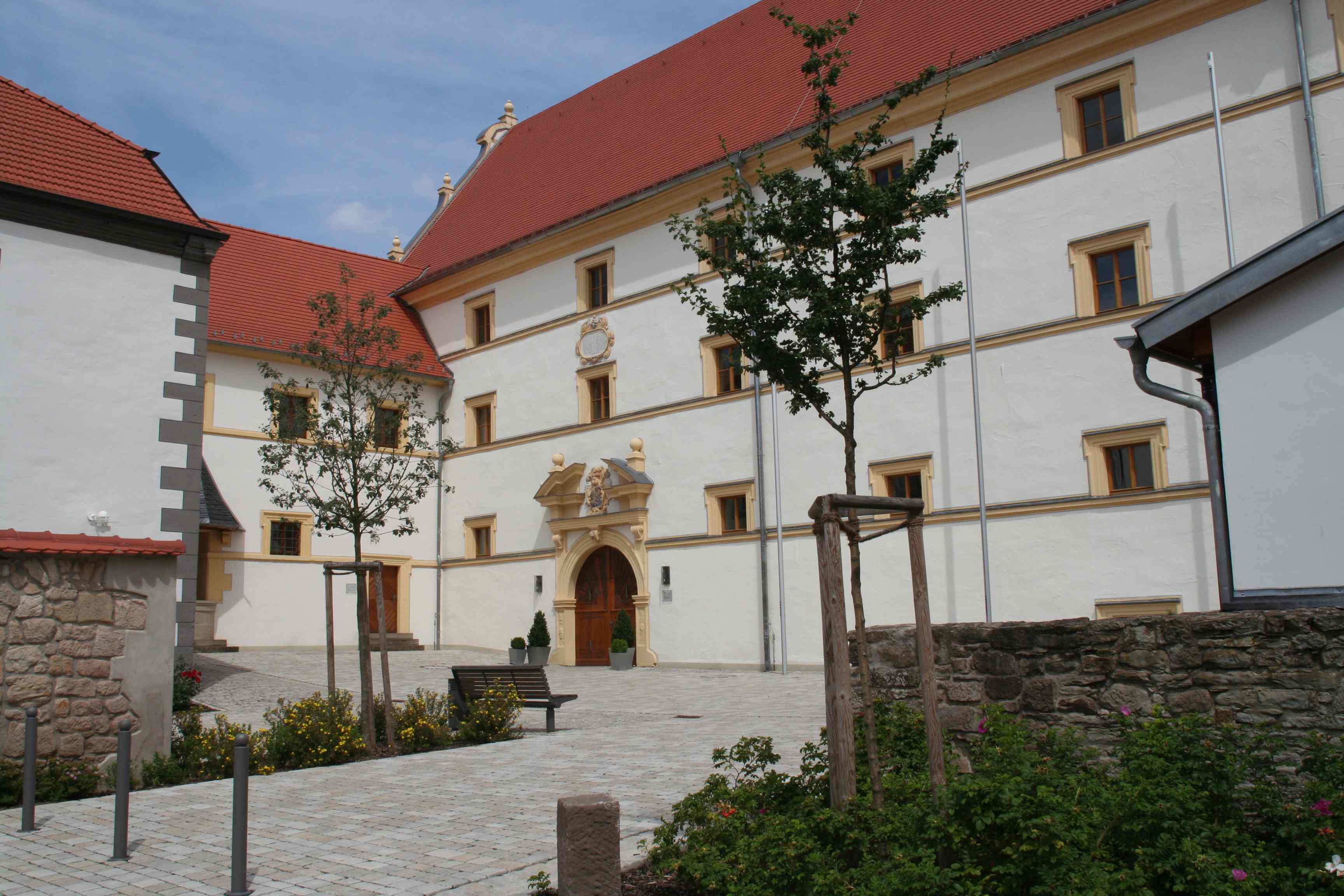
Amtskellerei mit Fürstenbau und Schüttbau

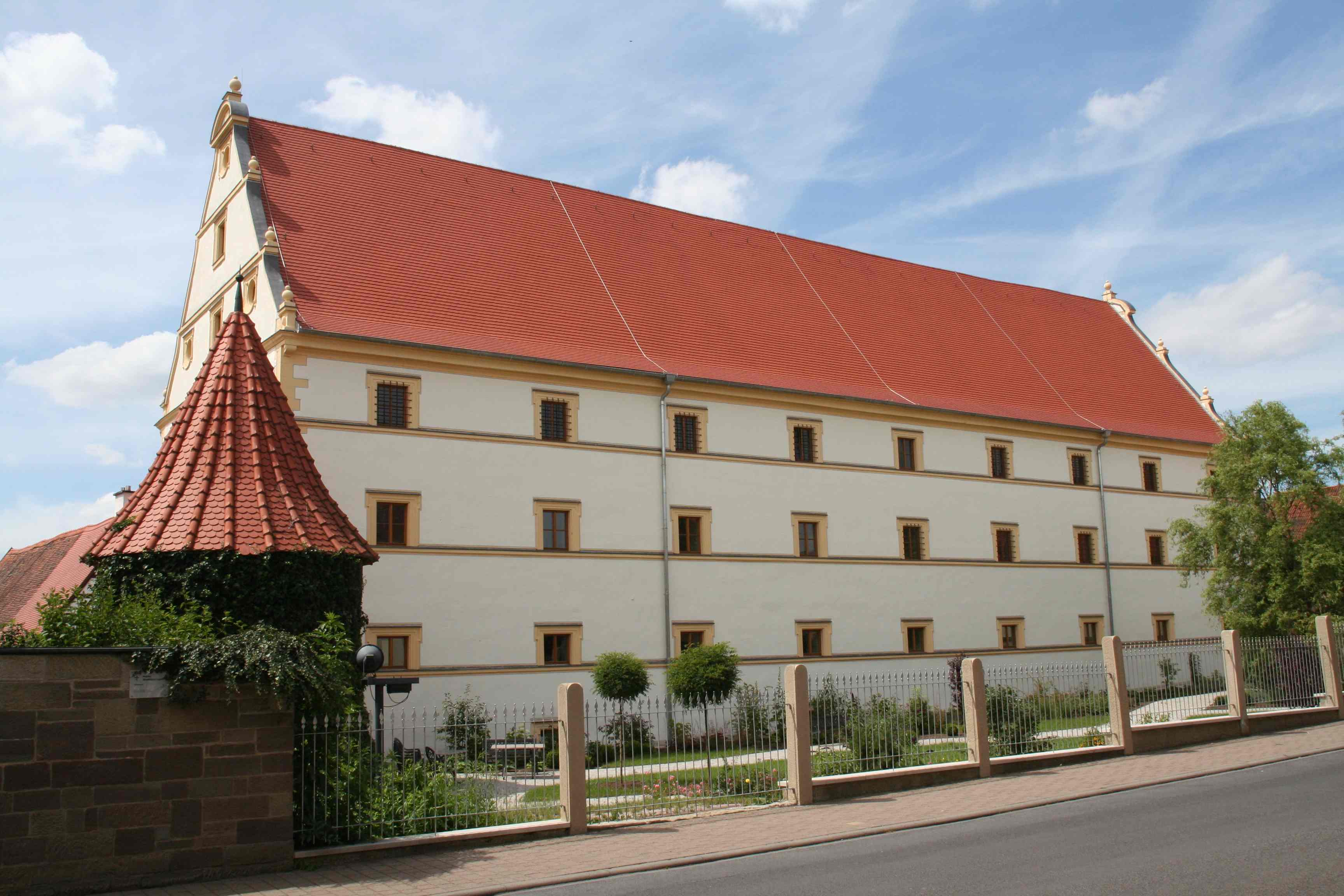
Gänsturm und Schüttbau

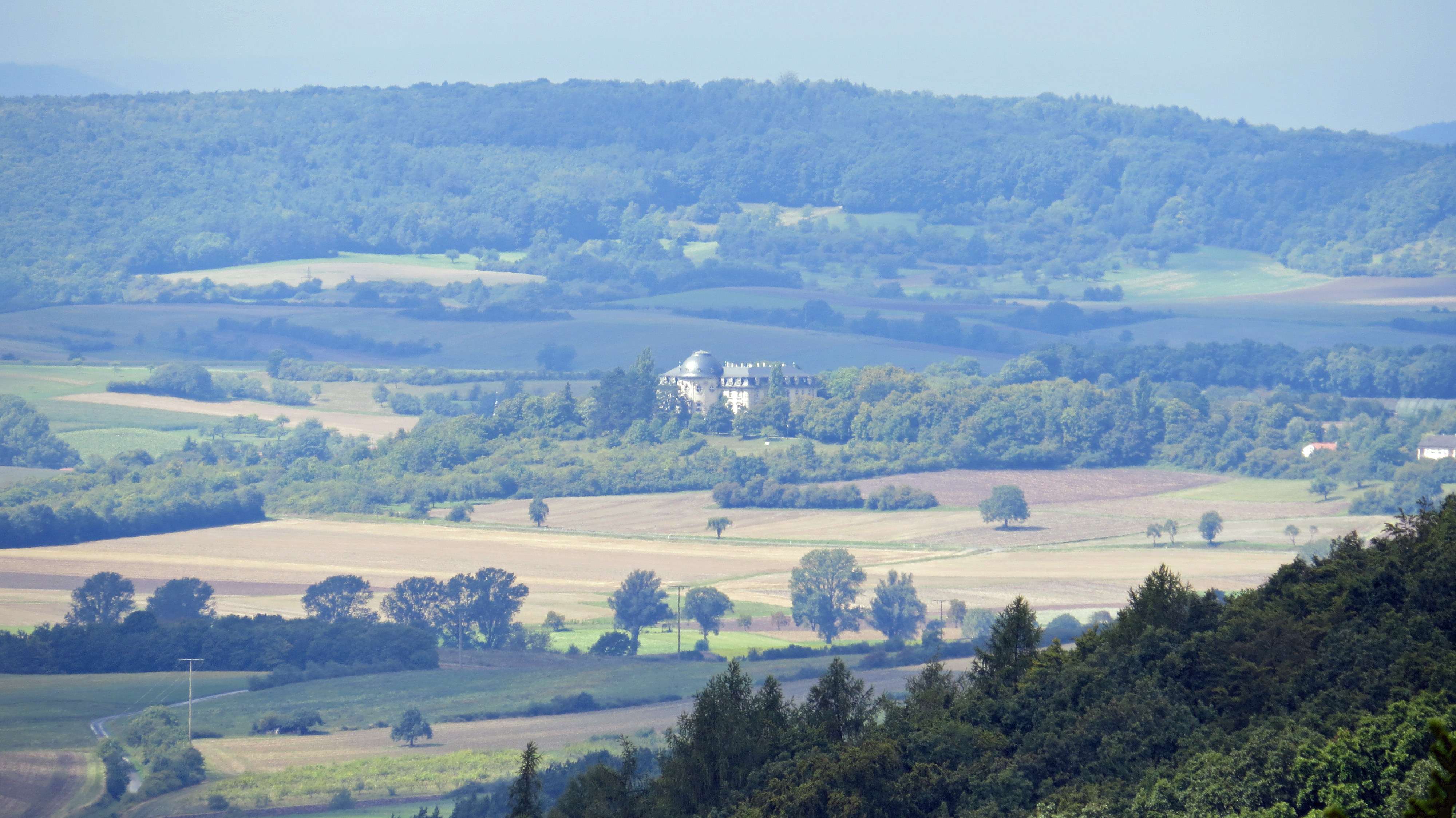
Schloss Craheim bei Wetzhausen

  - Fachwerkensemble mit Rathaus rund um den mittelalterlichen Marktplatz (siehe auch Marktplatz 16)
  - Renovierte historische Amtskellerei mit Amtshaus, Schüttbau, Fürstenbau und Zehntscheune
  - Kerlachskapelle
  - Renovierte Pfarrkirche
- Altenmünster
  - Teilweise historischer Dorfkern mit Fachwerkgebäuden wie das ehemalige Schulgebäude, die zum Pilgerhof umgestaltete ehemals bäuerliche Hofanlage, der Pfarrhof mit Nebengebäuden und ein paar Bauernhöfe
  - Die Scheunenkirche im Pilgerhof, die katholische Wallfahrts- und Pfarrkirche mit typischem Julius-Echter-Turm und die neoromanische evangelisch-lutherische Christuskirche
  - Ellertshäuser See als größter unterfränkischer See
  - Waldspielplatz, der 1979 in einem bayerischen Spielplatzwettbewerb den ersten Platz belegte
  - Pfaffensteg über den Geißler' bei Reinhardshausen
- Oberlauringen
  - Ehemalige Wehrkirche
  - Rückertpforte
  - Storchenbrünnle (Lauerquelle)
  - Friedrich-Rückert-Poetikum
- Wetzhausen
  - Ehemaliges Wasserschloss der Truchsesse von Wetzhausen
  - Kirche mit 31 Epitaphien der Truchsesse von Wetzhausen
  - Schloss Craheim, zwischen Wetzhausen und Birnfeld
- Birnfeld
  - Barockschloss, ehemals Jagdschloss der Würzburger Fürstbischöfe
  - 1000-jährige Gerichtslinde in der Dorfmitte
  - Kirche
- Mailes
  - Ehemalige Klosterkirche der Zisterzienserinnen

## Sonstiges
Der Flächenverbrauch des Hauptortes Stadtlauringen stieg durch Ausweisung neuer Baugebiete seit 2002 bis 2022. Dadurch ist sowohl das Straßennetz, die Kanalisation, die Wasserversorgung und Anzahl öffentlicher Flächen gestiegen. Die Kosten der Unterhaltung der Infrastruktur verteilt sich wegen sinkender Einwohnerzahlen auf immer weniger Bürger (Die Einwohnerzahl ist von ca. 4400 im Jahr 2003 auf knapp über 4000 im Jahr 2023 gesunken).

## Persönlichkeiten
- Georg Nespitzer (16. Jahrhundert), bedeutende Persönlichkeit der Täuferbewegung, wurde in Stadtlauringen geboren.
- Gregor II. Fuchs (1667–1755), Benediktinerabt des Klosters Theres
- Friedrich Rückert (1788–1866), Dichter und Orientalist, verbrachte seine Jugend im heutigen Ortsteil Oberlauringen, thematisiert im Zyklus Erinnerungen aus den Kinderjahren eines Dorfamtmannssohns
- Jörg Geuder (1861–1935), Lehrer, Dichter, Schriftsteller und Sprachpfleger, lebte und arbeitete 22 Jahre im heutigen Ortsteil Oberlauringen.
- Michael Ballhaus (1935–2017), bedeutender deutscher Kameramann, verbrachte einige Jahre seiner Kindheit in Wetzhausen, wo seine Eltern ein Theater betrieben, das der Vorläufer des Fränkischen Theaters Schloss Maßbach ist.
- Johann Joseph von Prechtl (1778–1854), Technologe
- Alice Schwarzer (* 1942), die bekannte Feministin verbrachte einige Jahre ihrer Kindheit im Markt Stadtlauringen